# 威爾頓 (明尼蘇達州)
威爾頓（英語：Wilton）是一個位於美國明尼蘇達州貝爾特拉米縣的城市。

## 人口
根據2020年美國人口普查的數據，威爾頓的面積為7.47平方千米，當中陸地面積為7.24平方千米，而水域面積為0.23平方千米。當地共有人口263人，而人口密度為每平方千米35人。